# Llengües preromanes balears
Les llengües preromanes balears són les llengües parlades per la població de les Illes Balears en el període anterior a la conquesta i ocupació romana (abans de 123 aC).
Amb l'excepció del fenici, les llengües que es parlaren a les illes abans del llatí ens són desconegudes. Tot i això, és possible establir qualque anàlisi comparativa que ens pot fornir informació, que hauria de ser contrastada per l'arqueologia i l'etnohistòria. Per al seu estudi comptam amb elements toponímics actuals, fonts escrites de l'època clàssica i alguna font epigràfica. Sense cap dubte la principal aportació a aquest àmbit el constitueix l'obra de Joan Coromines.

## Consideracions històriques
Les illes de la Mediterrània Occidental en l'antiguitat varen estar interelacionades entre elles i amb els territoris continentals propers. Per tant, les afinitats lingüístiques balears en el període anterior als romans varen ser sobretot amb la costa de la península Ibèrica, litoral provençal i illes de Còrsega i Sardenya. L'estat actual de superficialitat en el coneixement dels mapes lingüístics preromans sols ens permet establir algunes conclusions: la presència evident del púnic a l'illa d'Eivissa, alguns elements de relació interinsular entre les Balears i les illes més orientals (Còrsega i Sardenya), o fins i tot amb l'extrem meridional de la península itàlica, i l'existència de formes de matriu indoeuropea o amb paral·lels iberoaquitans que parlen de la connexió amb el continent europeu.